# Hoth
Hoth er en planet i Star Wars-universet. Planeten består af is, sne og bjerge. Hoth støder man første gang på i The Empire Strikes Back,hvor oprørerne skjuler sig.

Der er meget koldt på Hoth, faktisk er det alt fra 30 til 60 minus grader på planeten. Det er derfor vigtigt at have meget tøj på når man er på den. Det er livsfarligt at være udenfor på planeten, især om natten
| Star Wars | Spire Denne Star Wars-artikel er en spire som bør udbygges. Du er velkommen til at hjælpe Wikipedia ved at udvide den. |